# Jacques Abbadie
Jacques Abbadie (ur. 1654 w Nay, zm. 25 września 1727 w Marylebone, obecnie Londyn) – protestancki duchowny i teolog.

## Życiorys
Studiował w Saumur, Puylaurens, w Paryżu i w Sedanie, gdzie otrzymał tytuł doktora teologii w wieku zaledwie siedemnastu lat. Skierowana przeciw protestantom polityka Ludwika XIV zmusiła go do wyjazdu z Francji. Osiadł w Berlinie, w latach 1680-1688 był kaznodzieją tamtejszej francuskiej gminy ewangelicko-reformowanej. W 1689, po śmierci elektora pruskiego Fryderyka Wilhelma, przeniósł się do Wielkiej Brytanii - wpierw do Londynu, następnie do Killaloe w Irlandii, gdzie pełnił funkcję dziekana.

## Dzieło
Jacques Abbadie był przede wszystkim apologetą kalwinizmu. Wyróżnił się niechęcią do sekciarstwa, szerokością horyzontów teologicznych i dobrą znajomością teologii katolickiej. Do jego najważniejszych dzieł należą:
- Traité de la divinité de notre Seigneur Jésus-Christ, Rotterdam 1689
- Réflexions sur la présence réelle du corps de Jésus-Christ dans L'Eucharistie, Haga 1684; przekład angielski Londyn 1867
- Traité de la vérité de la religion chrétienne, Rotterdam 1674. Istnieją przekłady na angielski, włoski, niemiecki i polski. Przekład polski (Łowicz 1818) nosi tytuł Wywód prawdy religii chrześcijańskiej.
- La vérité de la religion chrétienne réformée, vol. I-IV, Rotterdam 1717
- La triomphe de la providence et de la religion, vol. I-IV, Amsterdam 1732